# Saïdia
Saïdia (em árabe: السعيدية; romaniz.: Al-sa'idiyya; em tifinague: ⴰⵊⵔⵓⴷ; romaniz.: Ajrud; nome completo: Saidia-du-Kiss), alcunhada de "Pérola Azul", é uma cidade costeira e estância balnear do extremo nordeste de Marrocos, pertencente à província de Berkane e à região Oriental. Em 2004 tinha 3 338 habitantes e estimava-se que em 2012 tivesse 4 058 habitantes.
Situa-se na região da planície de Trifa, a leste de Nador, que se estende por 40 km ao longo da margem do Mar Mediterrâneo até à fronteira com a Argélia. A planície de Trifa faz parte dos territórios tradicionalmente pertencentes à tribo berbere rifenha dos Ikebdanane. Saïdia é um destino de lazer muito popular para os habitantes da região oriental de Marrocos, graças à sua posição estratégica, próxima das principais cidades do nordeste, a 20 km de Ahfir, 26 km de Berkane, 83 km de Nador, 58 km de Ujda, 100 km de Melilla e 200 km de Al Hoceima (distâncias por estrada). A praia de 14 km de comprimento, com areia fina e dourada, é uma das mais extensas de Marrocos.[carece de fontes?]
De 210 habitantes em 1936, a população aumentou 15 vezes nos 70 anos seguintes e 20% entre 2004 e 2012. Estima-se que o número anual de visitantes ascenda aos 250 000.

## História
É provável que os primeiros habitantes conhecidos da região de Saïdia tivessem sido tribos nómadas de cultura idioma árabe, possivelmente os Ouled-Mansour-Rel-Trifa. Esses primeiros povoadores viviam em cabanas (gourbis) ou tendas berberes. Cerca do ano 1548, os habitantes locais fundaram uma povoação na qual construíram uma mesquita.[carece de fontes?]
No entanto, a localidade, que até então se chamava Adjroud, só ganha alguma importância em 1881 ou 1883, quando o sultão Hassan I mandou construir duas mesquitas e uma casbá (cidadela). Esta última ocupava 15 600 m² na margem esquerda da foz do rio Kiss, para servir de posto de vigilância de de marco de fronteira face à Argélia, que então era uma possessão francesa. Hassan I rebatiza a aldeia com o nome de Assaïdia, que significa "cidadela feliz".[carece de fontes?]
Durante algum tempo, foi uma localidade praticamente fantasma, quase sem habitantes e apenas com funções administrativas. Os habitantes locais das tribos trifa viviam nos douares (aldeias tradicionais) vizinhos e iam à cidade tratar dos assuntos legais. Na primavera de 1899 foram construídos alguns edifícios, entre os quais uma residência para o caïd (alcaide, o governador local). Saïdia passa então a ser um local de desembarque e trânsito para guarnições de outras fortalezas ou cidadelas, como a de Ujda.[carece de fontes?]
Em 1913, a localidade passou a integrar o Protetorado Francês de Marrocos e tornou-se num destino popular entre os colonizadores, sendo convertida numa estância balnear. Depois da independência, a praia continuou a atrair visitantes, tornando-se um dos principais polos turísticos do país.
Em 2003 foi iniciado um megaprojeto hoteleiro e imobiliário, o Mediterrania Saïdia (ou Med-Saidia), que prevê aumentar a oferta turística de Saïdia em 28 000 camas, entre hotéis, apartamentos, vivendas, etc. O projeto faz parte do Plano Azur do governo marroquino, que inclui a construção de seis grandes estações balneares. A primeira fase do Mediterrania Saïdia foi entregue ao grupo espanhol Fadesa e inclui a construção de 17 000 camas. Em 2009, o rei Mohammed VI inaugurou as primeiras estruturas do empreendimento, dois hotéis de cinco estrelas, uma marina com 300 lugares, um centro comercial e um campo de golfe de 18 buracos.
O mega-empreendimento é vizinho de uma das áreas naturais com maior biodiversidade de Marrocos, a reserva natural do estuário do rio Moulouya, uma espécie de oásis entre os montes de Beni Snassen e o Mediterrâneo. As empresas construtoras do complexo foram fortemente criticadas pela deficiência das medidas  de proteção do meio ambiente que foram implementadas, o que alterou o equilíbrio ambiental de espaços naturais únicos e provocou a destruição de habitats e espécies autóctones, como bosques de zimbro-bravo (Juniperus oxycedrus), 6 km de dunas e milhares de tartarugas-gregas (Testudo graeca).[carece de fontes?]

## Clima
O clima de Saïdia é do tipo mediterrânico semiárido, muito ameno ao longo de todo o ano, exceto no verão, em que a temperatura pode chegar aos 40 °C, embora a média das máximas seja pouco mais de 30 °C. A médias das temperaturas mínimas ronda os 10 °C nos meses mais frios de inverno, embora por vezes possam descer quase até ao 0 °C.
A precipitação média anual é cerca de 400 mm. A época mais chuvosa ocorre entre outubro e março e em julho e agosto praticamente não chove. E média, há 300 dias de sol por ano.
| Dados climatológicos para Saïdia | Dados climatológicos para Saïdia | Dados climatológicos para Saïdia | Dados climatológicos para Saïdia | Dados climatológicos para Saïdia | Dados climatológicos para Saïdia | Dados climatológicos para Saïdia | Dados climatológicos para Saïdia | Dados climatológicos para Saïdia | Dados climatológicos para Saïdia | Dados climatológicos para Saïdia | Dados climatológicos para Saïdia | Dados climatológicos para Saïdia | Dados climatológicos para Saïdia |
| Mês                              | Jan                              | Fev                              | Mar                              | Abr                              | Mai                              | Jun                              | Jul                              | Ago                              | Set                              | Out                              | Nov                              | Dez                              | Ano                              |
| -------------------------------- | -------------------------------- | -------------------------------- | -------------------------------- | -------------------------------- | -------------------------------- | -------------------------------- | -------------------------------- | -------------------------------- | -------------------------------- | -------------------------------- | -------------------------------- | -------------------------------- | -------------------------------- |
| Temperatura máxima recorde (°C)  | 27                               | 26                               | 29                               | 34                               | 35                               | 38                               | 41,8                             | 39,2                             | 37                               | 33                               | 32                               | 30,6                             |                                  |
| Temperatura máxima média (°C)    | 17,7                             | 18,1                             | 19,5                             | 21,2                             | 23,7                             | 26,9                             | 29,9                             | 30,5                             | 28,0                             | 24,6                             | 21,1                             | 18,7                             |                                  |
| Temperatura mínima média (°C)    | 10,2                             | 10,9                             | 12,1                             | 13,3                             | 15,9                             | 19,1                             | 22                               | 22,7                             | 20,5                             | 17,4                             | 13,8                             | 11,5                             |                                  |
| Temperatura mínima recorde (°C)  | 0,4                              | 3,4                              | −1,2                             | 5,4                              | 6,4                              | 9,3                              | 16,4                             | 13                               | 14,4                             | 7,4                              | 0,5                              | 5,4                              |                                  |
| Chuva (mm)                       | 61,5                             | 44,2                             | 50,6                             | 37,2                             | 23                               | 10,9                             | 0,8                              | 2,9                              | 19,5                             | 51,7                             | 54                               | 61,4                             | 417,7                            |
| Fonte: Meoweather                |                                  |                                  |                                  |                                  |                                  |                                  |                                  |                                  |                                  |                                  |                                  |                                  |                                  |

## Atrações turísticas
- Centro histórico — as ruas estreitas, as portas das casas, as praças e terraços, as lojas e cafés, formam o ambiente de uma almedina tradicional. É o lugar ideal para passear e fazer compras.
- La Corniche (no Boulevard Mohamed V) — é o passeio marítimo da cidade, lugar de encontro e de passeio ao entradecer, tanto de locais como de veraneantes.
- Casbá (no Boulevard Moulay Rachid) — fortaleza do século XIX, mandada construir pelo sultão Hassan I.
- Soco — mercado semanal ao ar livre, realizado aos domingos entre a casbá e a zona comercial.[4]
- Praias — extensas praias de areia dourada, que se estendem desde a foz do Kiss até à do Mulucha, ao longo de cerca de 14 km. Estão  urbanizadas na cidade e na zona do empreendimento Mediterrania Saïdia, sendo semidesertas e selvagens no resto do litoral.
- Mediterrania-Saïdia ou Med-Saidia — complexo turístico que ocupa cerca de seis km de praia e 7 130 000 m². Os locais chamam-lhe Fadesa, o nome da empresa espanhola que iniciou o projeto. Embora inaugurado oficialmente em 2009, continua a expandir-se. Conta com vários hotéis de luxi, três campos de golfe, um centro comercial e diversos bares e restaurantes. Está prevista a construção de um parque aquático, um cinema, um centro médico e um heliporto. Contará com 2 500 apartamentos, chalés e villas.[5]
- Porto desportivo "La Marina" — porto de recreio inaugurado em 2009, que faz parte do complexo Med-Saidia, que ocupa 290 000 m² e dispõe de 1350 pontos de amarração, escolas de vela, mergulho e esqui aquático.[5][7]

### Festival de música tradicional
Todos os anos no verão decorre um grande festival de música tradicional em Saïdia, que ao longo do tempo teve vários nomes (Festival de Cantos Gharnati, Festival do Raï e das Artes Populares, Festival de Saïdia, Festival Reggada, etc.). Também é habitual que alguns dos espetáculos do Festival de Raï de Ujda decorram na Marina Saïdia.